# Desa Sidodadi (administrativ by i Indonesien, Jawa Tengah, lat -7,70, long 109,51)
Desa Sidodadi är en administrativ by i Indonesien.   Den ligger i provinsen Jawa Tengah, i den västra delen av landet, 300 km sydost om huvudstaden Jakarta.